# Elisabeth Körting
Elisabeth (Lisa) Körting (geb. Koch; * 22. Oktober 1926 in Merseburg; † 14. Oktober 2009) war eine deutsche Keramikerin.

## Leben und Werk
Elisabeth Koch war die Tochter des Reichsbahninspekteurs Oskar und der Krankenschwester Ella Koch. Sie absolvierte bis 1943 die Mittelschule in Merseburg. Danach war sie bis 1944 im Pflichtjahr im besetzten Osten und bis 1945 im Reichsarbeitsdienst tätig und machte eine Lehrausbildung zur Töpferin. Von 1945 bis 1948 studierte sie, u. a. bei Erika Gravenstein und Hubert Griemert (1905–1990) in der Keramikabteilung der damaligen, im Laufe der Jahre mehrfach umbenannten, Burg Giebichenstein – Kunstschule und Werkstätten der Stadt Halle-Saale. Nach der Gesellenprüfung arbeitete sie als Gesellin und Assistentin bei Waldemar Grzimek in Schönschornstein und in der Werkstatt der Hella Prinzenberg AG in Legefeld. Ab 1950 war sie Gesellin in der Werkstatt von Gerda und Heiner-Hans Körting in Dornburg. 
Von 1952 bis 1953 machte sie ein weiteres Studium an die Meisterschule für das Kunsthandwerk in Berlin-Charlottenburg. Sie wurde dort Meisterschülerin von Eduard Meine. 1952 heiratete sie in Westberlin Jochen Sarig. Die Ehe wurde geschieden. 1953 war sie in Berlin bei der Handweberei H. Soltkahn als Hilfskraft Verkäuferin. Von 1954 bis 1955 arbeitete sie wieder als Töpferin in Dornburg bei den Körtings. 1955 heiratete sie Körting. Sie arbeitete dann mit ihm als freischaffende Keramikerin und war maßgeblich an der Organisation und wirtschaftlichen Führung der gemeinsamen Werkstatt beteiligt. U. a. trug sie zur Entwicklung neuer Gefäßformen und der Gestaltung von Vasen als künstlerische Objekte jenseits des bloßen Gebrauchszwecks bei.
Elisabeth Körting war ab 1969 Mitglied des Verbands Bildender Künstler der DDR und hatte in der DDR und im Ausland Einzelausstellungen und Ausstellungsbeteiligungen, u. a. 1967/1968 an der VI. Deutschen Kunstausstellungen in Dresden. 1975 begründete sie, u. a. mit Ernst Keppler, dem Direktor des Instituts für Pflanzenzüchtung Dornburg, im Rokoko-Schloss Dornburg die Kleine Galerie Dornburg des Kulturbunds, die bis 1988 bestand. Dort kuratierte sie 26 Ausstellungen.

## Ehrungen (Auswahl)
- 1966: Anerkennungen auf der 3. Kunsthandwerksausstellung in Erfurt
- Kunstpreis des Bezirkes Gera
- Johannes-R.-Becher-Medaille

## Postume Personalausstellungen
- 2000: Posterstein, Museum Burg Posterstein („Die Körtings in Dornburg. 50 Jahre Keramikwerkstatt“)
- 2011/2012: Bürgel, Keramik-Museum Bürgel („Körting-Keramik. Sieben Jahrzehnte“)
- 2013: Bürgel, Keramik-Museum Bürgel